# Glattkopfleguane
Glattkopfleguane (Leiocephalus) leben endemisch auf den Inseln der Antillen, von Kuba bis Trinidad. Sie bewohnen ausschließlich trockene Gebiete mit lichten Wäldern, steinigen Steppen und sandigen Stränden. Leiocephalus bildet die einzige Gattung der relativ neu etablierten Familie Leiocephalidae (vormals: Tropiduridae).

## Merkmale
Glattkopfleguane werden je nach Art 15 bis 35 Zentimeter lang. Der Schwanz ist länger als die Kopf-Rumpf-Länge, die 5,5 bis 14 Zentimeter beträgt. Die Tiere sind kräftig gebaut und oft auffällig gefärbt. Männchen sind größer und haben dickere Köpfe. Auf Rücken und Schwanz findet sich ein flacher Kamm. Die Rückenschuppen sind groß, gekielt und stehen dachziegelartig übereinander. Die Schuppen an den Flanken können recht unterschiedlich sein. Entweder sind sie den Rückenschuppen ähnlich oder klein und durch eine Seitenfalte deutlich von den Rückenschuppen getrennt. Über den Augen befinden sich starke Wülste.

## Lebensweise
Diese Echsen sind Bodenbewohner, die sich von Insekten, kleineren Echsen, Blüten und Früchten ernähren. Die Weibchen legen nur wenige (ein bis drei) sehr große Eier.

## Arten
Es sind 28 Arten beschrieben, von denen sieben im Pleistozän oder Holozän ausgestorben sind. Alle Arten (bis auf L. carinatus, der auf Kuba, Little Bahama Bank und drei Inseln der Kaimaninseln lebt) kommen endemisch nur auf jeweils einer einzigen Insel vor. Auf Hispaniola leben 12 Arten, auf den meisten Antilleninseln nur eine. Von Jamaika ist nur eine fossile Art bekannt.
- Leiocephalus anonymous  PREGILL, 1984
- Leiocephalus apertosulcus  ETHERIDGE, 1965
- Leiocephalus barahonensis  SCHMIDT, 1921
- Rollschwanzleguan, Leiocephalus carinatus  GRAY, 1827
- Leiocephalus cubensis  (GRAY, 1840)
- Leiocephalus cuneus  ETHERIDGE, 1964
- Leiocephalus endomychus  SCHWARTZ, 1967
- † Leiocephalus eremitus  (COPE, 1868)
- † Leiocephalus etheridgei  PREGILL, 1981
- Leiocephalus greenwayi  BARBOUR & SHREVE, 1935
- † Leiocephalus herminieri  (DUMÉRIL & BIBRON, 1837)
- Leiocephalus inaguae  COCHRAN, 1931
- Leiocephalus jamaicensis  ETHERIDGE, 1966
- Leiocephalus loxogrammus  (COPE, 1887)
- Leiocephalus lunatus  COCHRAN, 1934
- Leiocephalus macropus  (COPE, 1863)
- Leiocephalus melanochlorus  COPE, 1863
- Leiocephalus onaneyi  GARRIDO, 1973
- Bunter Maskenleguan, Leiocephalus personatus  (COPE, 1863)
- Leiocephalus pratensis  (COCHRAN, 1928)
- Leiocephalus psammodromus  BARBOUR, 1920
- Leiocephalus punctatus  COCHRAN, 1931
- Leiocephalus raviceps  COPE, 1863
- Leiocephalus rhutidira  SCHWARTZ, 1979
- † Leiocephalus roquetus BOCHATON, CHARLES & LENOBLE, 2021
- Leiocephalus schreibersii  (GRAVENHORST, 1837)
- Leiocephalus semilineatus  DUNN, 1920
- Leiocephalus stictigaster  SCHWARTZ, 1959
- Leiocephalus vinculum  COCHRAN, 1928